# Marllos Silva
Marllos de Souza Silva (São Paulo, 20 de janeiro de 1980), é um ator, diretor teatral, dramaturgo, produtor teatral, arte educador, pesquisador teatral e iluminador. 
Idealizador do Prêmio Bibi Ferreira, premiação de teatro e musicais do Brasil, e do FPTM - Festival Paulista de Teatro Musical', primeiro festival do Brasil dedicado exclusivamente a teatro musical. É o autor do livro 20 anos de teatro musical na cidade de São Paulo - Volume I (2000-2010) e Volume II (2011-2020). Traduziu para o português ao lado de Edna Ligieri o livro Interpretar Canções do autor David Brunetti. 
Recebeu em 2022 o Prêmio DID - Destaque Imprensa Digital por sua contribuição ao teatro musical, em 2023 recebeu o Prêmio Arcanjo de Cultura pela publicação do livro 20 anos de teatro musical na cidade de São Paulo. 

## Carreira
Estudou no Teatro Escola Macunaíma. Integrou a Casa da Comédia, companhia teatral dirigida por José Renato Pécora onde atuou como ator e assistente de direção. Fundou a Cia Nacional de Teatro Musical (2007), pela qual escreveu e dirigiu os espetáculos Musical Nos Arcos (2007), Nos Embalos da Jovem Guarda (2007) e Nos Embalos da Jovem Guarda Show (2008/09). É autor do texto Amor & Pólvora (2017) e ao lado de Edna Ligieri escreveu o monólogo Assim Diria Shakespeare (2011). 
Dirigiu Madagascar - Uma aventura Musical (2019) musical baseado no filme da Dream Works e Cantando com Encanto (2023) da Walt Disney Company.  Também é o autor e diretor dos musicais Kafka e a Boneca (2023) e Itapuca - O Musical (2024). 
Foi o responsável pela criação e implementação da proposta pedagógica da 4act Performing Arts (2009). Primeiro Curso de formação de atores para teatro musical no Brasil. 
EM 2011, criou o Prêmio Bibi Ferreira, considerado pela crítica o prêmio mais importante de teatro e musicais do Brasil. A premiação acontece todos os anos na cidade de São Paulo. Em 2021 criou o FPTM - Festival Paulista de Teatro Musical, primeiro festival dedicado exclusivamente a produções de teatro musical no Brasil. 